# Afghánský emirát
Afghánský emirát (paštunsky د افغانستان امارت Da Afghánistán Amārat) byl státní útvar, emirát, který se nacházel v oblasti mezi jižní a střední Asií, v místech dnešního Afghánistánu. Vznikl jako nástupce Durránské říše, když zakladatel dynastie Barakzaj v Kábulu Dóst Muhammad Chán získal vládu. Dějiny emirátu výrazně ovlivnila zejména takzvaná Velká hra, což byl strategický konflikt mezi Britským a Ruským impériem, později mezi Britským impériem a Sovětským svazem o nadvládu ve Střední Asie. Toto období bylo charakterizováno růstem evropských koloniálních zájmů v Jižní Asie. Afghánský emirát tehdy pokračoval ve válce se Sikhskou říší, což mělo za následek první anglo-afghánskou válku (vítězství afghánských partyzánů 1839–1842), v níž však indické jednotky pod britským velením nedosáhly vytyčených cílů. To mělo za následek pokračování v podobě druhé anglo-afghánské válce (vítězství Britů 1878–1880). Ačkoli si Afghánci zachovali vnitřní suverenitu, byli donuceni opustit různé pohraniční oblasti a Britové převzali kontrolu nad zahraničními záležitosti Afghánského emirátu takzvaným Britským protektorátem (1880–1919). Po třetí anglo-afghánské válce (6. května 1919–8. srpna 1919) došlo v Indickém Rávalpindí k podpisu Britsko-Afghánské smlouvy, v níž Spojené království Velké Británie a Irska uznalo s konečnou platností nezávislost Afghánistánu.

## Zeměpis
Jednalo se o hornatou a převážně suchou zemi. Podivný tvar a hranice byly výsledkem toho, že se Afghánistán stal nárazníkem mezi Ruskem a Británií. Vachánský koridor je dobrým příkladem vyrovnávací nárazníkové části země. Sníh byl ve většině oblastí v zimě běžný a srážky byly malé.

## Demografie
Zemi obývaly různé etnické skupiny, jako Paštunové, Tádžikové, Hazarové, Uzbekové a mnoho dalších. Většina Afghánců byla muslimská, přibližně 99 % populace. Asi 80–85 % muslimské populace byli sunnité, ostatní byli šíité. Mnoho Afghánců bylo dvojjazyčných a dokázalo mezi sebou mluvit oběma jazyky.

## Ekonomika
Stejně jako minulý i současný Afghánistán se ekonomicky velmi spoléhal na zemědělství a těžbu. Britské imperium se snažilo dotovat afghánskou ekonomiku, aby posílilo vliv v zemi. Nenáklonost k Britům posléze vedla ke třem vpádům Britského imperia ve snaze o obsazení země silou. Země měla ložiska mastku, slídy, stříbra, olova, berylu, chromitu, mědi, lapisu lazuli a železné rudy.

## Armáda

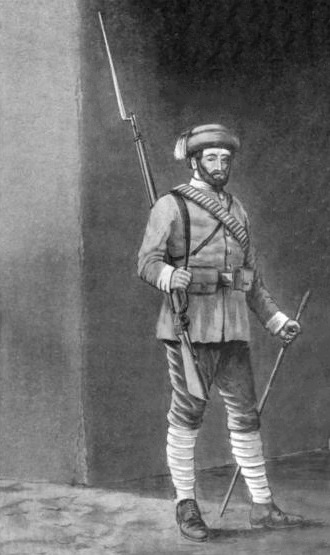
Afghánská pěchota v roce 1890

U vypuknutí druhé anglo-afghánské války (1878–80) cituje Ali Ahmad Jalali zdroje, které uvádějí, že pravidelná armáda sestáva z 50 000 mužů a složená z 62 pěchotních a 16 jízdních pluků, přičemž 324 kulometů bylo většinou organizováno v dělostřeleckých baterií.  Sedra cituje Jalaliho, který píše, že „ačkoli Amir Shir Ali Khan (1863–78) je široce uznáván pro založení moderní afghánské armády, pouze pod Abdurem Rahmanem se stala životaschopnou a efektivní silou.“  
V roce 1880 Amir Abdur Rahman Khan založil nově vybavenou afghánskou armádu s pomocí Britů. Země studie Afghánistánu uvádí:Když Abdur Rahman Khan přišel na trůn, armáda prakticky neexistovala. S pomocí liberální finanční půjčky od Britů, plus jejich pomocí ve formě zbraní, střeliva a dalších vojenských zásob, zahájil plán na vytvoření slušné pravidelné armády zavedením opatření, která vytvořila dlouhodobý základ vojenského systému